# Apatema lucidum
Apatema lucidum is een vlinder uit de familie dominomotten (Autostichidae). De wetenschappelijke naam is voor het eerst geldig gepubliceerd in 1908 door Walsingham.
Deze vlinder komt voor in Europa.

## Andere combinaties
- Oegoconia lucida Walsingham, 1908